# Revueltas samaritanas
Las revueltas samaritanas fueron una serie de insurrecciones durante los siglos V y VI en la provincia de Palaestina Prima, lanzadas por los samaritanos contra el Imperio bizantino. Las revueltas estuvieron marcadas por una gran violencia en ambos bandos, y su brutal represión a manos de los bizantinos y sus aliados gasánidas redujo gravemente la población samaritana. Los acontecimientos cambiaron irreversiblemente la demografía de la región, convirtiendo a los cristianos en el único grupo dominante en la provincia de Palaestina Prima durante muchas décadas.
Algunos historiadores[¿quién?] establecen comparaciones entre las consecuencias de las revueltas samaritanas de los  siglos V y VI sobre los samaritanos y las consecuencias de las guerras judeo-romanas de los  siglos I y II sobre los judíos de la región.

## Antecedentes del conflicto

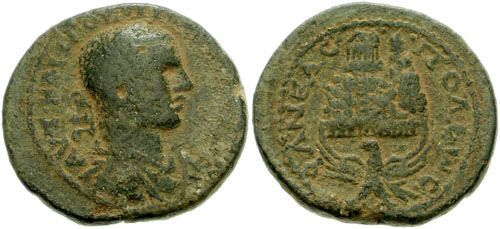
Una moneda con la inscripción de las escaleras romanas de Neapolis al monte. Gerizim

Tras el período de las guerras judeo-romanas, la comunidad judía, antes dominante, se extinguió prácticamente en toda Judea y en la costa del levante meridional, siendo mayoritaria sólo en el sur de Judea, Galilea y Golán. Los samaritanos y los cristianos bizantinos llenaron este vacío en las regiones centrales del Levante meridional, mientras que los nabateos y los árabes cristianos gasánidas árabes se asentaron en la periferia.
Este período se considera una edad de oro para la comunidad  samaritana. El templo de Gerizim fue reconstruido después de la rebelión de Bar Kojba en Judea, alrededor del año 135 de la era cristiana. Con la retirada de las legiones romanas, Samaria disfrutó de una especie de independencia limitada durante los siglos III y IV. Baba Rabba (ca. 288-362), el líder de los samaritanos, dividió los territorios samaritanos en distritos y estableció gobernantes locales a partir de familias aristocráticas samaritanas. También llevó a cabo una serie de reformas e instaló instituciones estatales. Gran parte de la liturgia samaritana fue establecida por Baba Rabba durante esta época. Sin embargo, este período de semi-independencia fue breve, ya que las fuerzas romanas invadieron Samaria y llevaron a Baba Rabba cautivo a Constantinopla, donde murió en prisión varios años después, alrededor del 362 CE.

## Levantamiento de Justa
Durante el reinado del  emperador romano de Oriente Zenón (r. 474-475 y 476-491), las tensiones entre la comunidad cristiana y los samaritanos de Neapolis, Siquem, crecieron de forma dramática. Según las fuentes samaritanas, Zenón, al que las fuentes llaman Zait el rey de Edom, persiguió a los samaritanos sin piedad. El emperador fue a Neápolis, reunió a los ancianos y les pidió que se convirtieran; cuando se negaron, Zenón mandó matar a muchos samaritanos y reconstruyó la sinagoga en una iglesia. Zenón tomó entonces para sí el monte Gerizim, donde los samaritanos adoraban a Dios, y construyó varios edificios, entre ellos una tumba para su hijo recién fallecido, sobre la que puso una cruz, para que los samaritanos, adorando a Dios, se postraran ante la tumba.
Más tarde, en el año 484, los samaritanos se rebelaron, provocados por los rumores de que los cristianos pretendían trasladar los restos de los hijos y nietos de  Eleazar, Itamar y Fineas. Los samaritanos reaccionaron entrando en la catedral de Neápolis, matando a los cristianos que había dentro y cortando los dedos del obispo Terebinto.
Los samaritanos eligieron a Justa, o Justasas, como su rey y se trasladaron a  Cesarea, donde vivía una notable comunidad samaritana. Allí muchos cristianos fueron asesinados y la iglesia de San Procopio fue destruida. Justa celebró la victoria con juegos en el circo.
Según Juan Malalas, Asclepíades, el dux Palaestinae (comandante de las tropas del Limes Arabicus de la provincia), cuyas unidades fueron reforzadas por los Arcadiani de Rheges, el lestodioktes (jefe de policía) con sede en Cesarea, derrotó a Justa, lo mató y envió su cabeza a Zenón. Terebinto, mientras tanto, huyó a Constantinopla, solicitando una guarnición del ejército para evitar nuevos ataques. Según  Procopio, Terebinto acudió a Zenón para pedirle venganza; el emperador fue personalmente a Samaria para sofocar la rebelión.
Como resultado de la revuelta, Zenón erigió una iglesia dedicada a la  Virgen María en el monte Gerizim. También prohibió a los samaritanos viajar a la montaña para celebrar sus ceremonias religiosas, y confiscó su sinagoga allí. Estas acciones del emperador avivaron aún más la ira de los samaritanos hacia los cristianos.
Algunos historiadores modernos creen que el orden de los hechos conservados por las fuentes samaritanas debería invertirse, ya que la persecución de Zenón fue una consecuencia de la rebelión y no su causa, y debería haber ocurrido después del 484, alrededor del 489. Zenón reconstruyó la iglesia de San Procopio en Neápolis y se prohibió a los samaritanos el acceso al monte Gerizim, en cuya cima se construyó una torre de señalización para alertar en caso de disturbios civiles.

## Revueltas samaritanas de 495
Los samaritanos se rebelaron de nuevo en el año 495, durante el reinado del emperador  Anastasio I Dicoro, volviendo a ocupar el monte Gerizim. Se dice que la turba samaritana, comandada por una mujer samaritana, se apoderó de la iglesia de Santa María y masacró a la guarnición. La revuelta fue posteriormente reprimida por el gobernador bizantino de Edesa, Procopio, y los líderes samaritanos fueron asesinados.

## Revuelta de Ben Sabar (529-531)
Bajo una autoridad carismática y  mesiánica llamada Juliano ben Sabar (o ben Sahir), los samaritanos lanzaron una guerra, a veces referida como la revuelta samaritana final, para crear su propio estado independiente en 529. Esta fue quizás la más violenta de todas las revueltas samaritanas. Según Procopio, la violencia estalló debido a las restricciones impuestas a los samaritanos por las autoridades bizantinas a través de los edictos de Justiniano, mientras que Cirilo de Escitópolis señala las tensiones sectarias entre cristianos y samaritanos como la causa principal de la revuelta.
Tras los disturbios masivos en Escitópolis y la campiña samaritana, los rebeldes pudieron conquistar rápidamente Neápolis y ben Sabar surgió como su líder, siendo proclamado rey. Ben Sabar siguió una estricta política anticristiana: El obispo de Neápolis y muchos sacerdotes fueron asesinados y persiguió a los cristianos, destruyó iglesias y organizó guerrillas en el campo, expulsando a los cristianos. Según las fuentes bizantinas, el nombre del obispo era Ammonas (también Sammon o Ammon).[cita requerida] Como respuesta, las fuerzas del dux Palaestinae, combinadas con las unidades de los gobernadores locales y el árabe gasánida Filarca, fueron enviadas para hacer frente al levantamiento. Ben Sabar fue rodeado y derrotado tras retirarse con sus fuerzas de Neapolis. Tras su captura, fue decapitado y su cabeza, coronada con una diadema, fue enviada al emperador Justiniano.
Para el año 531 la rebelión había sido sofocada. Las fuerzas del emperador Justiniano I sofocaron la revuelta con la ayuda de los gasánidas árabes; decenas de miles de samaritanos murieron o fueron esclavizados, siendo su número de muertos posiblemente entre 20 000 y 100 000. A partir de entonces el Imperio bizantino cristiano prácticamente proscribió la fe samaritana. Según  Procopio, la mayoría de los campesinos samaritanos eligieron ser desafiantes en esta revuelta y "fueron despedazados". Además, Samaria, la «tierra más fértil del mundo, se quedó sin nadie que la cultivara»".

## Revuelta samaritana de 556
El emperador Justiniano I se enfrentó a otra gran revuelta en el año 556. En esta ocasión los judíos y los samaritanos parecen haber hecho causa común, comenzando su rebelión en Cesarea a principios de julio.: 31  Cayeron sobre los cristianos de la ciudad, matando a muchos de ellos, tras lo cual atacaron y saquearon las iglesias. El gobernador, Estéfano, y su escolta militar fueron duramente presionados, y finalmente el gobernador fue asesinado, mientras se refugiaba en su propia casa.: 31  Amancio, el gobernador de la Diócesis de Oriente recibió la orden de sofocar la revuelta, después de que la viuda de Estéfano llegara a Constantinopla.: 31 
A pesar de la participación judía, la rebelión parece haber reunido menos apoyo que la revuelta de Ben Sabar.: 31  La Basílica de la Natividad fue incendiada, lo que sugiere que la rebelión se había extendido hacia el sur hasta Belén. Se dice que 100 000 o 120 000 personas fueron masacradas tras la revuelta. Otros fueron torturados o expulsados al exilio. Sin embargo, esto es probablemente una exageración, ya que el castigo parece haberse limitado al distrito de Cesarea.

## Revuelta del 572
Sin embargo, las tensiones aún no habían terminado. El emperador Justino II (r. 565-578) se quejó de los ultrajes cometidos por....Samaritanos al pie del Monte Carmelo sobre las iglesias cristianas y las imágenes sagrada.{rp|31}} Probablemente en respuesta a este acontecimiento, Justino II emitió una orden en mayo de 572 que anulaba la restauración de los derechos concedidos por Justiniano.: 30–31  En respuesta, tuvo lugar una segunda revuelta conjunta de samaritanos y judíos en el verano de 572 y de nuevo a principios de 573 o alternativamente en 578. Juan de Éfeso y Juan de Nikiû pueden haber descrito esta revuelta.

## Consecuencias
La fe samaritana fue proscrita y de una población de casi un millón de personas, la comunidad samaritana disminuyó hasta casi extinguirse. La situación de los samaritanos empeoró aún más con el fracaso de la revuelta judía contra Heraclio y la matanza de la población judía en el año 629.
El número de samaritanos siguió siendo muy bajo en la época islámica, similar al período bizantino tardío, como resultado de las revueltas anteriores y las conversiones forzadas. Las fuentes contemporáneas afirman que entre 30 000 y 80 000 samaritanos vivían en Cesarea antes de la invasión musulmana, en comparación con unos 100 000 judíos, y esas minorías de la población provincial total de 700 000, la mayoría de los cuales eran cristianos en ese momento. A principios del período islámico la diáspora samaritana desaparece de los registros, excepto las pequeñas comunidades de Egipto y Damasco. La comunidad samaritana egipcia probablemente se engrosó debido a los refugiados de las ciudades costeras de Palestina como resultado de la invasión musulmana.
Tras la  conquista musulmana del Levante en el año 636, los samaritanos sufrieron más discapacidades que los cristianos y los judíos, ya que los gobernantes árabes a menudo dudaban de que los samaritanos estuvieran incluidos en la definición musulmana de " Pueblo del Libro", aunque según Nathan Schur, la invasión islámica árabe había beneficiado inicialmente a la comunidad. Los samaritanos seguían convirtiéndose al islam por razones económicas, de ascenso social y teológicas, por lo que el número de la comunidad se desplomó aún más. La dura persecución de los samaritanos fue, sin embargo, dirigida por los califas más fanáticos, como Al-Mansur (754-775), Harún al-Rashid (786-809) y Al-Mutawákkil (847-861). Los líderes religiosos islámicos habían intentado periódicamente consolidar su poder avivando los sentimientos antisamaritanos y, en ocasiones, pidiendo su aniquilación. Como resultado, la riqueza samaritana fue prácticamente eliminada.